# Torbjörn Ebenhard
Torbjörn Ebenhard, född 1958, är en forskare i ekologisk zoologi. Han är forskningsledare och var, mellan 2021–2023, föreståndare för Centrum för biologisk mångfald vid Sveriges lantbruksuniversitet och Uppsala universitet.
Ebenhards forskning är inriktad mot naturvård och hållbart nyttjande av biologisk mångfald, och han är flitigt anlitad expert inom dessa områden, både inom media samt myndigheter och internationella organisationer. Han ingår bland annat i Naturvårdsverkets vetenskapliga råd för biologisk mångfald och ekosystemtjänster, styrelsen för Stiftelsen Världsnaturfonden,  samt svensk ledamot av Konventionens om skydd av flyttande vilda djur internationella vetenskapliga råd (CMS Scientific Council). Tidigare har han bland annat ingått i regeringens vetenskapliga råd för biologisk mångfald, samt i den mellanstatliga plattformen för biologisk mångfald och ekosystemtjänster (IPBES).